# Паяльная станция

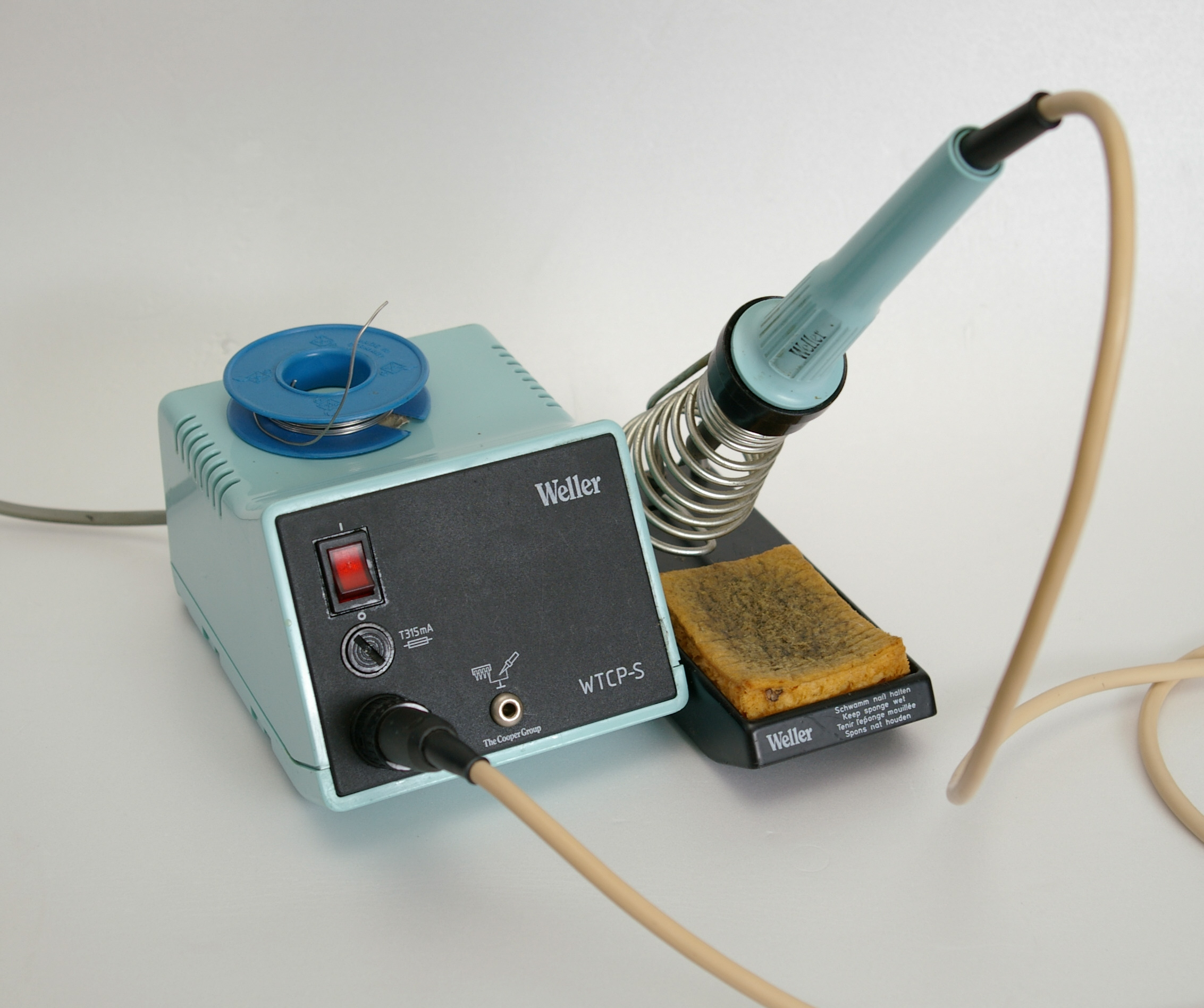
Простейший паяльный станок, скомплектованный из контрольного модуля с регулятором, паяльника, подставки с держателем и губкой.

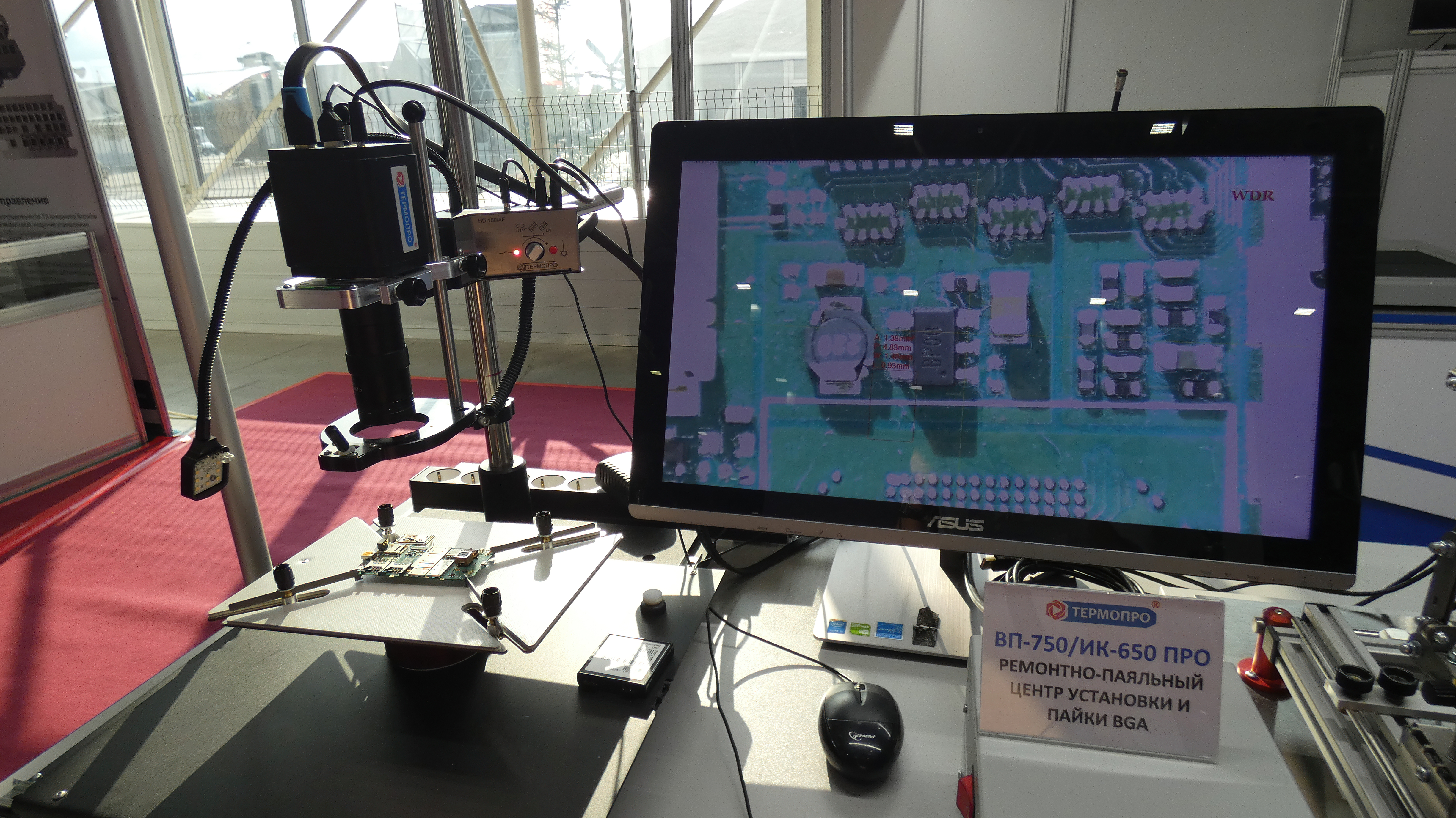
Полуавтоматический паяльный станок

Пая́льная ста́нция (паяльный станок, паяльная установка) — класс специального оборудования радиотехнической промышленности, предназначенного для осуществления операций единичной или групповой пайки.
В данный момент в области трактовки понятия "паяльная станция" наблюдается неоднозначность по причине заимствования данного термина из иностранной номенклатуры.
Выпускаемое в данный момент оборудование может содержать следующие компоненты:
- контрольно-управляющий модуль (специальный прибор для контроля параметров и управления режимами работы агрегатов станка)
- паяльник (для низкотемпературной пайки припоем)
- термопинцет (для выполнения операций монтажа и демонтажа миниатюрных SMD-компонентов)
- фен локального подогрева (для осуществления вспомогательного подогрева в месте паяного соединения или использования в качестве инструмента групповой пайки)
- мощный источник теплового излучения (для разогрева платы при групповой пайке)
- узконаправленный источник теплового излучения (для локального разогрева платы при групповой пайке)
- пневматические агрегаты — вакуумный пинцет, оловоотсос
- вспомогательная арматура и принадлежности (подставки, держатели, рамки, стойки, антистатические браслеты и коврик)

Минимальная комплектация паяльного станка включает в себя паяльник, контрольно-управляющий модуль и пружинный держатель паяльника. По сравнению с обычным бытовым паяльником обеспечивает возможность регулировки и поддержки заданной температуры, увеличение пассивной безопасности устройства за счёт наличия держателя, предотвращающего случайное касание хранимого в нём разогретого паяльника.
Большинство собираемых в данный момент паяльных станций поставляется в антистатическом исполнении.
Паяльные станции классифицируются по типу нагревательного элемента. В данный момент существует 3 типа: 
1. С нихромовым нагревателем (нихромовая проволока намотана на керамический стержень и покрыта слоем изолятора);
2. С керамическим нагревателем (на керамический стержень наносится слой из керамического материала на который нанесена токопроводящая дорожка, которая и излучает тепло)
3. С индукционным нагревателем (в центральную часть катушки помещается часть жала, за счёт ВЧ-модуляции в самом жале генерируется тепло)